# JR小倉駅
JR小倉駅（ジェイアールおぐらえき）は、京都府宇治市小倉町中畑にある西日本旅客鉄道（JR西日本）奈良線の駅である。駅番号はJR-D10。
付近に近畿日本鉄道の小倉駅が既にあったことから、駅名に「JR」を冠して開業した。奈良線では最も新しく、21世紀に開業した唯一の駅である。

## 歴史
- 1998年（平成10年）10月2日：近畿運輸局が新駅設置を認可[3]。
- 1999年（平成11年）2月26日：新駅設置着工[4]。
- 2001年（平成13年）3月3日：奈良線の新田駅 - 宇治駅間の複線化と同時に開業[1][5]。
- 2003年（平成15年）11月1日：「ICOCA」の利用が可能となる[6]。
- 2018年（平成30年）3月17日：駅ナンバリングが導入され、使用を開始[7]。

## 駅構造
相対式ホーム2面2線を持つ地上駅で、ホームは大きくカーブしている。傾斜面上に駅があるため、改札・コンコースはホームより下層にあり、自由通路を有する。北出口側から見ると、高架駅のように見える。分岐器や絶対信号機がない停留所に分類される。
宇治駅が管理し、JR西日本交通サービスが駅業務を受託している業務委託駅である。ICカード乗車券「ICOCA」が利用することができる（相互利用可能ICカードはICOCAの項を参照）。
上りは、当駅から六地蔵駅まで「みどりの窓口」、「みどりの券売機」、「定期券がお求めになれる券売機」いずれかが設置されているため、この区間内ならばどこからでも定期券が購入できる。また、2024年（令和6年）10月31日に城陽駅が「みどりの窓口」の営業を終了したことにより、同窓口がある駅としては起点・木津駅から見て、当駅が最も手前となった。

### のりば
| のりば | 路線   | 方向 | 行先                 |
| ------ | ------ | ---- | -------------------- |
| 1      | 奈良線 | 上り | 宇治・京都方面       |
| 2      | 奈良線 | 下り | 城陽・木津・奈良方面 |

## 利用状況
JR西日本の移動等円滑化取組報告書によれば、2023年度の1日当たりの利用者数は3,632人。京都府統計書によると、1日の平均乗車人員は以下の通りである。
| 年度   | 一日平均 乗車人員 |
| ------ | ----------------- |
| 2000年 | 1,000             |
| 2001年 | 1,236             |
| 2002年 | 1,427             |
| 2003年 | 1,563             |
| 2004年 | 1,647             |
| 2005年 | 1,737             |
| 2006年 | 1,778             |
| 2007年 | 1,838             |
| 2008年 | 1,888             |
| 2009年 | 1,860             |
| 2010年 | 1,893             |
| 2011年 | 1,910             |
| 2012年 | 1,914             |
| 2013年 | 1,934             |
| 2014年 | 1,910             |
| 2015年 | 1,921             |
| 2016年 | 1,863             |
| 2017年 | 1,877             |
| 2018年 | 1,866             |
| 2019年 | 1,850             |
| 2020年 | 1,414             |
| 2021年 | 1,471             |
| 2022年 | 1,641             |

## 駅周辺
近鉄京都線が旧・国道24号線（現・府道69号線）と並走していることから様々な施設が存在する小倉駅、大久保駅に徒歩で乗り換え可能な隣駅・新田駅とは正反対に、駅周辺は住宅しかなくコンビニすらない。
- 小倉駅（近鉄京都線）
- 宇治幼稚園（1番線ホームと密接している）
- 宇治市立小倉小学校
- 宇治南陵郵便局
- ニンテンドーミュージアム（旧・任天堂宇治小倉工場）
- おかもとクリニック（旧・第二岡本総合病院）
- 共栄製茶工場

## 隣の駅
西日本旅客鉄道（JR西日本）
 奈良線
■みやこ路快速
通過
■快速・■区間快速・■普通
宇治駅 (JR-D09) - JR小倉駅 (JR-D10) - 新田駅 (JR-D11)